# Параллельные матери
«Параллельные матери» (исп. Madres paralelas) — испанский драматический фильм режиссёра и сценариста Педро Альмодовара, главные роли в котором исполнили Пенелопа Крус и Милена Смит.
Картина стала фильмом открытия 78-го Венецианского международного кинофестиваля 1 сентября 2021 года, где Пенелопа Крус получила Кубок Вольпи за лучшую женскую роль. В российский прокат она вышла 3 февраля 2022 года.
Фильм получил множество номинаций на различные премии, включая две номинации на 94-й церемонии «Оскар» за лучшую женскую роль и лучшую музыку к фильму.

## Сюжет
Речь в фильме идёт о двух испанках, Джанис и Анне, ставших матерями в один день. Их жизни будут протекать параллельно, пока неожиданным образом не станут взаимосвязаны навсегда.

## В ролях
- Пенелопа Крус — Джанис
- Милена Смит — Анна
- Айтана Санчес-Хихон — Тереза
- Исраэль Элехальде — Артуро
- Росси Де Пальма — Елена
- Хульета Серрано — Брихида
- Даниэла Сантьяго — модель
- Хосе Хавьер Домингес — официант
- Адельфа Кальво — племянница Брихиды
- Кармен Флорес — Долорес

## Производство
В феврале 2021 года было объявлено, что Педро Альмодовар уже готов к постановке своего нового фильма под названием Madres paralelas с актёрским составом во главе с Пенелопой Крус, Исраэлем Элехальде, Хульетой Серрано и Росси де Пальма.. 12 марта 2021 года стало известно, что Педро Альмодовар намеревался включить Аню Тейлор-Джой в основной состав фильма.
Основная часть съёмок началась 21 марта 2021 года в Мадриде.

## Релиз
4 февраля 2021 года компания Pathé приобрела права на дистрибуцию фильма в Великобритании. 23 апреля 2021 года Sony Pictures Classics приобрела права на дистрибуцию фильма в США, Австралии и Новой Зеландии. Мировая премьера состоялась 1 сентября 2021 года на 78-м Венецианском международном кинофестивале. В российский прокат 3 февраля 2022 года картину выпустила кинокомпания Вольга.

## Маркетинг
Оригинальный тизер-трейлер фильма был опубликован в интернете 26 июля 2021 года, полноценный локализованный трейлер — 23 сентября.

## Оценки
После премьеры на Венецианском кинофестивале в зале Sala Grande, фильм получил 9 минут непрекращающихся оваций от зрителей.
Картина высоко отмечена критиками, её текущий рейтинг на Rotten Tomatoes составляет 100 %.
«От первого кадра до заключительных титров этот фильм — потрясающе изысканный спектакль Пенелопы Крус». Times
«Параллельные матери» предлагают множество наслаждений для души, одно из которых заключается в том, что поклонники Альмодовара возвращаются в его уютно знакомую среду". IndieWire
«Параллельные матери» — картина бесконечной нежности, та редкая ода материнству, которая напоминает, что матери в первую очередь — женщины". TIME
«Откровенный и серьёзный фильм, настолько прямолинейный и эмоционально предельно понятный, что между зрителями и происходящем на экране стираются дистанция». Variety
«Восхитительно выполненная работа, которая снова с невыразимой красотой демонстрирует: никто не способен использовать выразительную силу цвета и искусства композиции так, как это делает Альмодовар». Hollywood Reporter

## Награды и номинации
- 2021 — Кубок Вольпи за лучшую женскую роль (Пенелопа Крус) на Венецианском кинофестивале.
- 2022 — две номинации на премию «Оскар» за лучшую женскую роль (Пенелопа Крус) и за лучшую оригинальную музыку (Альберто Иглесиас).
- 2022 — номинация на премию BAFTA за лучший фильм не на английском языке.
- 2022 — две номинации на премию «Золотой глобус» за лучший неанглоязычный фильм и за лучшую оригинальную музыку (Альберто Иглесиас).
- 2022 — 8 номинаций на премию «Гойя»: лучший фильм, лучший режиссёр (Педро Альмодовар), лучшая женская роль (Пенелопа Крус), лучшая женская роль второго плана (Милена Смит, Айтана Санчес-Хихон), лучшая операторская работа (Хосе Луис Алькайне), лучшая работа художника-постановщика (Антон Гомес), лучший звук.
- 2022 — номинация на премию «Сезар» за лучший иностранный фильм.
- 2022 — номинация на премию Европейской киноакадемии лучшей европейской актрисе (Пенелопа Крус).
- 2022 — три номинации на премию «Спутник»: лучший оригинальный сценарий (Педро Альмодовар), лучшая женская роль (Пенелопа Крус), лучшая оригинальная музыка (Альберто Иглесиас).
- 2022 — номинация на премию «Независимый дух» за лучший международный фильм.
- 2022 — номинация на премию Лондонского кружка кинокритиков лучшей актрисе года (Пенелопа Крус).
- 2023 — номинация на премию «Орлы» за лучший европейский фильм.
- 2023 — премия журнала «Кинэма Дзюмпо» лучшему иностранному режиссёру (Педро Альмодовар).